# Cowkra-2
Cowkra-2 (ros. Цовкра-2) – wieś w Rosji, w Dagestanie, w rejonie kulińskim. W 2010 liczyła 402 mieszkańców, głównie Laków.